# Karla Sofía
Karla Sofía Rodríguez Alvarado (Ayacucho, 10 de junio de 1998), conocida simplemente Karla Sofía, es una cantante peruana, que ha consolidado su carrera artística en la cumbia peruana y posteriormente música andina.

## Biografía
Nació el 10 de junio de 1998 en Ayacucho, bajo el nombre completo de Karla Sofía Rodríguez Alvarado. Proveniente de una familia de clase baja, estudió la carrera de psicología optando con abandonarla, dedicándose definitivo a la música.
Mostró su interés en el canto desde temprana edad, en el cual participó en diferentes concursos artísticos en su ciudad natal. Al poco tiempo después, formaría parte del Coro de la Parroquia de Coracora, desempeñándose como corista.
Pero fue hasta 2013, cuando Rodríguez inicia su participación en el reality Yo soy Kids, realizando la imitación a Lesly Águila, una de las integrantes de Corazón Serrano. Producto de su fama, le ha permitido ingresar al casting en televisión nacional en búsqueda de la nueva integrante del grupo musical en 2014, tras el fallecimiento de la cantante fundadora Edita Guerrero, resultando finalmente como ganadora del concurso. Sin embargo, fue separada de Corazón Serrano sin debutar, a pesar de haber grabado algunos temas con la familia Guerrero Neira, en cuál Rodríguez denunció al grupo musical por estafa, debido a que los Guerrero Neira cobraban a ella por presentación, además de no pasar las pruebas del grupo en un concierto en Trujillo, según las declaraciones del director del grupo Lorenzo Guerrero.
Tras lo sucedido, se sumaría a las filas de los otros conjuntos del mismo género Pasión Norteña y posteriormente, Papillón durante mediados de los años 2010.
En el año 2018, emprendió una carrera como solista bajo el simple nombre de Karla Sofía, trasladando de género a la música andina folclórica. Como solista, popularizó como intérprete de los temas musicales «El olvido», «Amor herido», «Memorias» y «Mana Waylluna». Al año siguiente, lanzó el disco de su repertorio Clásicos andinos contando con la colaboración del guitarrista Riber Oré, en la producción y sonido.
En el año 2021, Karla Sofía recibe la condecoración de «Artista del Bicentenario», además del diploma de honor por parte de la Comisión de Cultura y Patrimonio Cultural del Congreso de la República del Perú. Seguidamente, inicia su etapa de colaboraciones con el músico Chano Díaz Limaco en los conciertos Café Concierto en el Gran Teatro Nacional, y posteriormente, A voz y charango.
Participó en el concierto de La Casa América de Madrid en 2022, en vísperas de la celebración de las Fiestas Patrias de su país, además de haber realizado giras internacionales por Europa y Estados Unidos. Además, fue parte de la versión de la balada «Llorar» de Mario Domm y Jesse & Joy, contando con la presencia del guitarrista Diego Yactayo, añadiendo el estilo fingerstyle.
En la actualidad, se desempeña en la docencia, realizando clases de canto para niños y jóvenes en la capital peruana Lima,sin dejar de lado a su carrera musical.

## Discografía

### LP
- 2018: Yo perdí el corazón
- 2019: Memorias
- 2019: Falsías
- 2020: Quiero cantar para ti
- 2022: Clásicos andinos

## Reconocimientos
- Artista del Bicentenario de la Independencia del Perú (2021)
- Diploma de Honor de la Comisión de la Cultura y Patrimonio Cultural (2021)